# Вопросов, Кирилл Игоревич
Кирилл Игоревич Вопросов (род. 27 марта 1986 года) — российский дзюдоист, бронзовый призёр Чемпионата мира 2014.

## Биография
Кирилл живёт в Дмитрове и выступает за Московскую область. Его тренируют Алексей Храпов и Н. И. Просянников.
В 2012 году удостоен звания "Мастер спорта России международного класса" .

## Достижения
- Победитель командного чемпионата мира (2012 год);
- победитель Кубка мира (2009 и 2010 годы);
- бронзовый призер Всемирной летней Универсиады в Казани (2013 год);
- бронзовый (2013) и серебряный (2014) призёр чемпионатов Европы;
- бронзовый призер чемпионата мира в Челябинске (2014 год).

## Вне спорта
Полицейский полка полиции ГУ МВД России по Московской области, младший лейтенант полиции.